# Rahul Khanna
Rahul Khanna (en hindi : राहुल खन्ना) est un acteur indien présent dans les films de Bollywood. Il est né le 20 juin 1972 à Bombay dans une famille d'acteurs : son père, Vinod Khanna, sa mère, Geetanjali et son frère, Akshaye Khanna, sont également acteurs de Bollywood. 
Il a été élevé à Mumbai dans la tradition hindoue et a suivi les cours du Lee Strasberg Theatre Institute ainsi que ceux de l’école d’arts visuels de New York.

## Enfance et jeunesse
Rahul est né et a grandi à Mumbai. Son père est Vinod Khanna ancien acteur désormais reconverti dans la politique son père milite pour le parti du BJP.
Rahul et le fère de Akshaye Khanna acteur très célèbre à Bollywood.
Rahul étudia à l'Institut Lee Strasberg Theatre et à la School of Visual Arts de New York City.
Rahul est un défenseur de la cause animale, il a posé pour la campagne PETA gratuitement pour dénoncer les conditions épouvantables auxquelles sont confrontés les éléphants dans les zoos indiens. Rahul a également écrit une lettre au ministre de l'État du Maharashtra pour lui demander d'interdire l'arrivée des éléphants dans un spectacle à Mumbai après avoir entendu qu'un éléphant a été battu et tué par un camion.

## Carrière
Rahul a commencé sa carrière en tant que VJ (Video Jockey) avec MTV Asia en 1994. Tout au long de ses quatre ans de passage il jouira d'une immense popularité.
Il joue dans son premier film, Earth, réalisé par Deepa Mehta en 1998 où il a comme partenaires Nandita Das et Aamir Khan. Grâce à son interprétation, il décroche plusieurs récompenses dont le prestigieux Filmfare Award pour le meilleur jeune acteur en 2000. Le film récoltera plus de 528 972 dollars au box office américain.
En 2002, il apparaît dans deux productions internationales, Bollywood Hollywood de Deepa Mehta qui sera un flop au box office indien il rapportera 13 331 302 aux États-Unis le film rapportera 1 491 083 de dollars[Quoi ?] et Le Club des empereurs, film de Michael Hoffman avec Kevin Kline dont les recette s'élèvent a 14 060 950 de dollars.
En 2005, Rahul Khanna tourne dans un film de Vikram Bhatt, Elaan, aux côtés d'Amisha Patel et d'Arjun Rampal ; le film fait un flop au box office.
Il a participé à l’émission Discovery Week en 2006.
Ensuite on le voit dans Raqueeb en (2007) aux côtés de Jimmy Shergill puis dans Dil Kabaddi (2008). En 2009 il se limite à des participations exceptionnelles dans Love Aaj Kal et Wake Up Sid.

## Théâtre
En 1999 Rahul Khanna apparaît dans la pièce d'Ayub Khan-Din, East is East, produite par The New Group et le Manhattan Theatre Club et mise en scène par Scott Elliott. Rahul Khanna y interprète le personnage de Tariq, fils rebelle né d’un père pakistanais et d’une mère britannique. 
Rahul Khann a été acclamé par la critique.

## Filmographie
| Année | Titre                 | Rôle            | Réalisateur     | Notes                                      |
| ----- | --------------------- | --------------- | --------------- | ------------------------------------------ |
| 1999  | Earth                 | Hassan          | Deepa Mehta     | Filmfare Award du meilleur espoir masculin |
| 2001  | Taxis pour cible      | Morris          | Lee Davis       | Spike Lee (Producteur)                     |
| 2002  | Bollywood Hollywood   | Rahul Seth      | Deepa Mehta     |                                            |
| 2002  | Le Club des empereurs | Deepak Mehta    | Michael Hoffman |                                            |
| 2005  | Elaan                 | Karan Shah      | Vikram Bhatt    |                                            |
| 2007  | Raqeeb                | Remo Matthews   | Anurag Singh    | Raj Kanwar (Producteur)                    |
| 2008  | Tahaan                | Kuka Saheb      | Santosh Sivan   | Apparition spéciale                        |
| 2008  | Dil Kabaddi           | Veer            | Anil Senior     |                                            |
| 2009  | Love Aaj Kal          | Vikram Joshi    | Imtiaz Ali      | Apparition spéciale                        |
| 2009  | Wake Up Sid           | Kabir Chaudhary | Ayan Mukherjee  | Apparition spéciale                        |